# Wasserträger
Wasserträger bezeichnet einen historischen Dienstleistungsberuf, bei dem zumeist einfache Routinearbeiten – wie das Tragen von Wasser – übernommen wurden.

## Geschichte
Bevor Trinkwassernetze angelegt waren, wurde Wasser von Trägern gegen Entgelt von öffentlichen Wasserstellen zu den Verbrauchern ins Haus gebracht, wenn kein eigener Brunnen oder eine eigene Quelle vorhanden war. Zum Tragen des Wassers kam ein über die Schultern gelegtes Tragjoch zum Einsatz, an der sich auf jeder Seite ein Eimer befand. Das Ausschwappen des Wassers konnte mittels eines Schwimmers behindert werden. Sowohl in den Kathedralen von Chartres als auch von Bourges ist jeweils ein Bleiglasfenster erhalten, welches von der Zunft der Wasserträger gestiftet wurde.
Ein bekannter Wasserträger war das Hamburger Original Hans Hummel. In Venedig wurde Wasser auf der Straße verkauft. In Marokko sind Wasserträger in häufig von Touristen besuchten Städten wie Fès, Marrakesch, Meknès noch ab und an zu sehen; sie tragen eine farbenprächtige Dienstkleidung.

## Feuerwehr
In der Geschichte der Feuerwehr übernahmen Wasserträger die Funktion des Löschwasser-Transportes. In der Regel hatten sie das Wasser in Ledereimern zu Fuß zur Brandstelle zu befördern, unter Umständen mittels einer Eimerkette. Direkte Löschaufgaben hatten sie dabei nicht.
Bereits vor der Gründung von Feuerwehren hatten in den Ortschaften bei einem Brand alle arbeitsfähigen Einwohner mit Löschwasser gefüllten Eimern zur Brandstelle zu eilen und sich in doppelter Reihe zum Löschwasserteich aufzustellen: „Durch der Hände lange Kette / Um die Wette / Fliegt der Eimer ...“ Später wurden von den Feuerwehren hölzerne Druckspritzen benutzt, auch für diese musste laufend Löschwasser mit Eimern herbeigeschafft werden. Erst spätere Feuerspritzen konnten Wasser durch einen zweiten Schlauch ansaugen. Schließlich wurde durch den Bau einer zentralen Wasserversorgung mit Einbau von Hydranten der Wassertransport erheblich erleichtert.

## Organisationslehre
In der Organisationslehre ist das Kongruenzprinzip der Organisation bekannt. Es besagt, dass Aufgaben, Kompetenzen, Verantwortung und Informationen an nachgeordnete Stellen deckungsgleich übertragen werden sollten. Geschieht das nicht und sind die Kompetenzen im Vergleich zu den Aufgaben und der Verantwortung zu gering, wird beim Aufgabenträger von einem „Wasserträger“ gesprochen.

## Übertragene Bedeutung
In der modernen Welt werden als „Wasserträger“ solche Mitglieder eines Teams bezeichnet, die notwendige, aber ruhmlose Aufgaben übernehmen, um jenen zuzuarbeiten, die als eigentliche Hauptpersonen in den Genuss des Erfolges kommen. Abgeleitet wird dies oft von der biblischen Geschichte der Hochzeit zu Kana, in der Jesus Christus Knechte Wasser herbeischaffen lässt, das er anschließend in Wein verwandelt (Joh 2,1-12 ).
- Im Straßenradsport wurden Fahrer als Wasserträger oder Domestiken bezeichnet, die Favoriten der Mannschaft, wie ihren Teamkapitän, indem sie diesen Windschatten spenden, Ausreißversuche der Konkurrenten verhindern oder in einem solchen Fall die Nachführarbeit leisten. Sie selbst haben hingegen in der Regel keine Aussicht auf den Sieg. Ihren Namen verdanken sie dem Versorgen des Teams mit Nahrung und Getränkeflaschen, die durch sie vom Begleitfahrzeug zum Fahrer weitergeleitet werden. Bekannte Wasserträger waren im Radsport Rolf Aldag und Udo Bölts beim Team Telekom für Jan Ullrich sowie José Luis Rubiera im US Postal Service Pro Cycling Team für Lance Armstrong. Den Rekord der getragenen Wasserflaschen stellte der Italiener Fabio Sacchi des Teams Milram mit 18 Wasserflaschen (9 kg) beim Giro d’Italia 2006 auf. Übernehmen die Helfer weniger die Versorgung und verstärkt Aufgaben wie Anfahren für Sprints oder Nachführarbeit, während sie selbst Titelaspiranten sind, werden sie als Edelhelfer bezeichnet (beispielsweise George Hincapie für Lance Armstrong oder De Schoenmacker für Eddy Merckx).
- Im Fußballsport werden Spieler – zumeist im defensiven Mittelfeld – als Wasserträger bezeichnet, die den Stars der Mannschaft die Defensivarbeit abnehmen. So war Herbert Wimmer für Günter Netzer eingesetzt.
- Bei Marathon-Rallyes wie dem Africa Eco Race oder der Rallye Dakar finden sich Wasser(zu)träger in Form von einzelnen Fahrern (auf dem Motorrad) bis hin zu ganzen Service-Trucks. Dies sind angemeldete Teilnehmer der Rallye und stehen den Favoriten ihrer Teams bei technischen Problemen zur Seite.
- Im Bereich des Show-Business werden Personen, die der Hauptperson Pointen zuspielen oder diese vorbereiten, als „Wasserträger“ bezeichnet.
- Assistenten der Geschäftsleitung oder von Politikern werden mitunter als Wasserträger bezeichnet, hierfür teilweise mit abwertender Aussage.

## Kunstobjekte

Darstellung von Wasserträgern
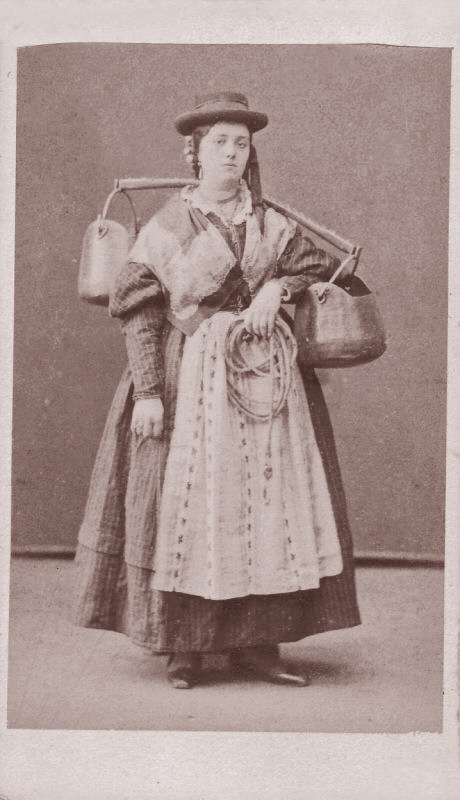
Wasserträgerin mit Tragjoch in Venedig
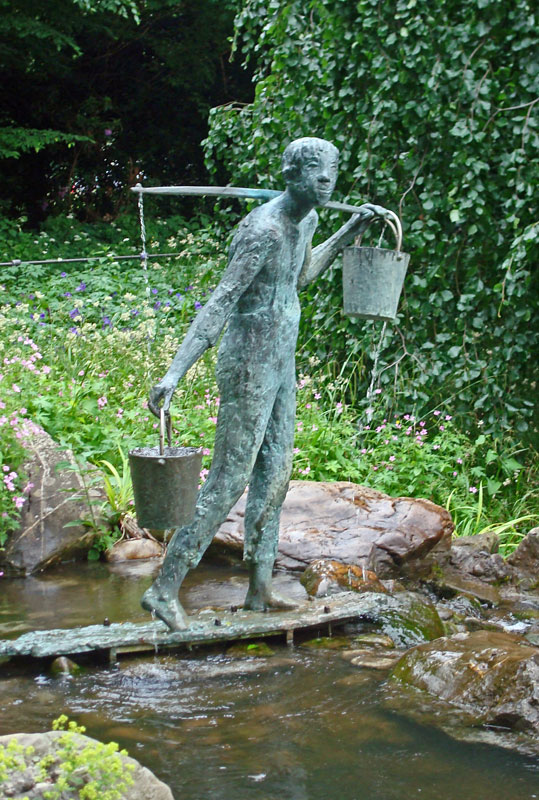
Der Wasserträger
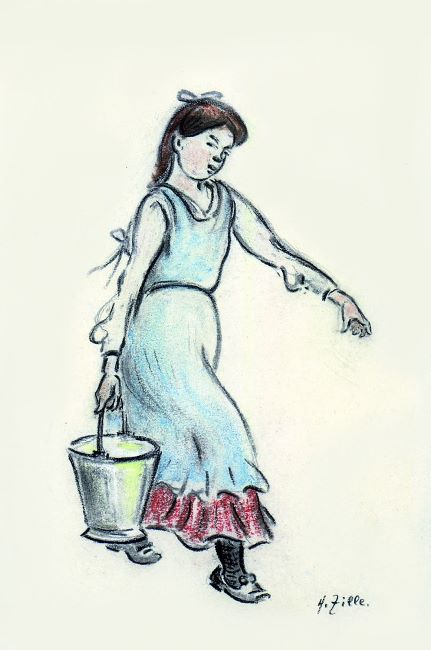
Wasserträgerin
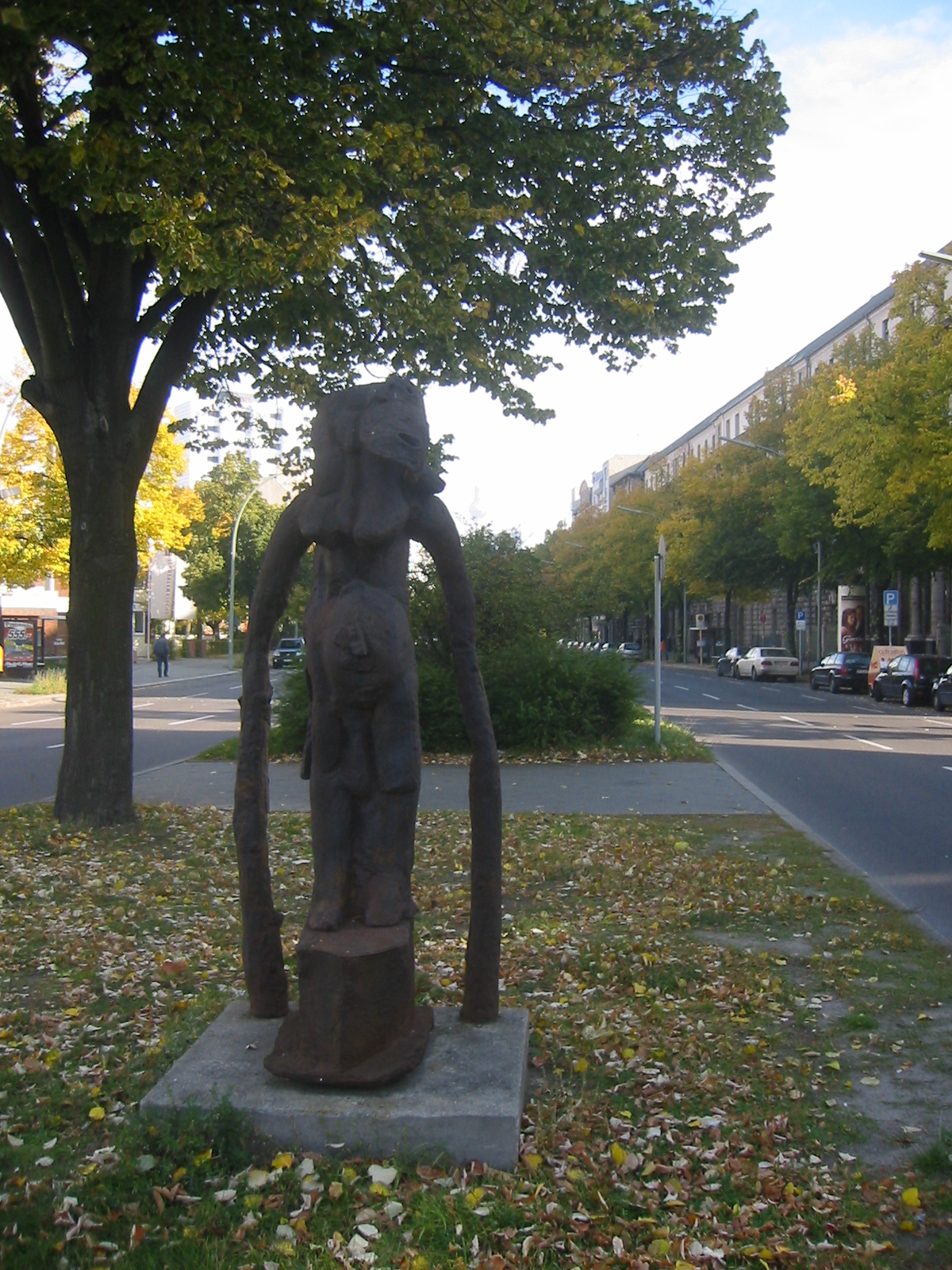
Skulptur Wasserträgerin

- Wasserträgerin, Skulptur des Bildhauers Rolf Szymanski in Berlin-Kreuzberg
- Kurfürstliches „Wasserträgerhaus“, barockes Wohnhaus des kurfürstlich-kölnischen Wasserträgers in Poppelsdorf
- Lied vom Wasserträger:[6] Komponist Isaak Dunajewski (Deutsche Nachdichtung: Alexander Ott) aus dem Film Wolga, Wolga